# Емілян Деринг
Емілян Деринг (нар. 26 лютого 1819 у Варшаві — пом. 4 грудня 1895 у Львові) — драматург і прозаїк, театральний педагог.

## Біографія
Його батьком був вчитель Ян Дерінг, а матір'ю Тереза, уроджена Пуц. Навчався акторській професії у Варшавській драматичній школі у Бонавентури Кудліча в 1838 році. Свою кар'єру він розпочав у провінційних театрах, а у вересні 1844 року був прийнятий до театрів Варшави. У 1845 році він взяв піврічну відпустку і поїхав знайомитися з іноземними сценами, а на початку 1846 року повністю залишив Варшаву, переїхавши до Вільнюса, де отримав визнання і де успішно виступав аж до закриття польського театру у 1864 р. російською владою. У наступні роки він грав у театрах Львова, а потім знову поїхав до Варшави. Там у 1876–1878 роках він був (після Владислава Богуславського) директором варшавської сцени, давши за тринадцять місяців своєї роботи 25 прем'єр. Був звільнений 13 червня 1879 року за надмірну покірність підлеглим йому театральним працівникам .
У 1879 році він заснував приватну театральну школу на вулиці Даніелевичовській у Варшаві (у будинку Гранзува, колишньої синагоги), яка випустила, серед іншого, таких акторів, як: Марія Вішньовська, Клементина Чосновська, Антоній Семашко, Мєчислав Френкель, Едмунд Рігір, Юзеф Хмілінський.
Пізніше Деринг знову опинився в провінції, мандруючи по Польщі з власною театральною трупою , організовував імпрези та шоу.
Забутий, помер у злиднях у Львові.

Еміліан Дерінг був батьком актриси Марії Валевської, уродженої Дерінг.
Похований на Личаківському кладовищі.

## Створення
- «Солдатська дочка» (роман у 2 т., Вільнюс, 1845)[3]
- «Брати Моравські» (драма, 1849)[4]
- «Граф і листи» (комедія, 1849)
- «Сатана землі й ангел» (роман у 3-х томах, Вільнюс, 1851[5])
- «Поята донька Ліздейки», (драма, 1854)
- «Богуміл Дуда» (драма, 1856)
- «Привид Гамлета» (комедія для молоді, 1873)
- «З життя художника» (мала драматична форма, 1877)
- «Назло світу» (комедійна опера, 1882)
- «Ораторія, декламація і польська сценіка» (посібник для аматорських театрів, Краків, 1885) та ін.